# Мендоса (приток Десагуадеро)

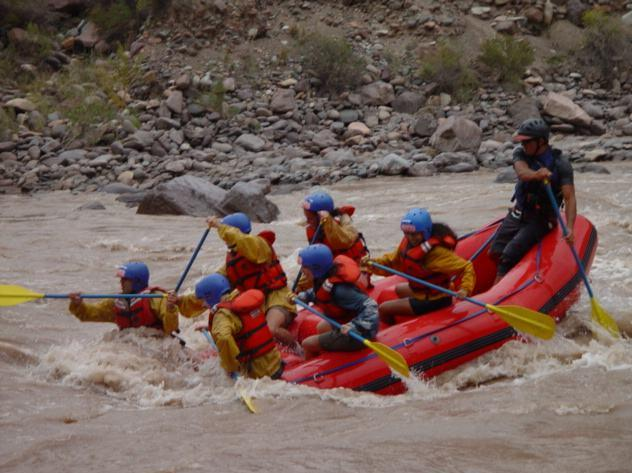

Мендо́са (исп. Rio Mendoza) — река в Аргентине, протекающая в одноимённой провинции. Длина реки 273 километра. Водосбор Мендосы занимает площадь, равную 19533 км². Расход воды 50 м³/с.
Начинается Мендоса при слиянии трёх небольших рек — Рио-да-лас-Вакас, Тупунгато и Рио-да-лас-Куэвас вблизи аргентино-чилийской границы.
Рио-де-лас-Вакас собирает воды из ущелий восточных склонов горы Аконкагуа, Рио-де-лас-Куэвас — с южных. Истоком реки Тупунгато является одноимённый ледник, расположенный южнее; крупнейшие притоки — реки Санта-Клара и Рио-дель-Пломо.
В месте слияния с рекой Сан-Хуан, на высоте 497 метров над уровнем моря в озере Лагунас-де-Гуанакаче, берёт своё начало река Десагуадеро.
Основные притоки Мендосы — реки Рио-Бланко, Рио-Колорадо и Каса-де-Пьедра справа и Тамбильос, Кортадерас, Пичеута и Ранчитос слева.
На реке расположены города Успальята, Потрерильос, Качеута, Лухан-де-Куйо, Пальмира и Колония-Андре.
В 2005 году около Потрерильос была построена плотина, образовавшая водохранилище объёмом 0,42 км³ и площадью 15 км², обеспечивающее водой агломерацию Большая Мендоса. Высота плотины 114 метров, минимальный уровень воды водохранилища составляет 1340 метров, максимальный — 1377 метров. Вырабатываемая гидроэлектростанцией энергия покрывает 25 % потребностей провинции Мендоса. Ниже по течению расположены плотины Компуэртас и Чиполетти.
Ввиду засушливого климата провинции (среднегодовое количество осадков в бассейне реки равно 224 мм) воды реки активно используются для орошения. Площадь орошаемых земель составляет 63 000 га.
Среднегодовая температура вод реки за период 2011—2014 годов составляла 17,18 °C, содержание нитратов 2,07 мг/л, фосфатов — 1,24 мг/л.